# Időskori jelzálogjáradék
Olyan hitel, mely során az ügyfél egy egyszeri kifizetés alkalmával nagyobb összeghez jut, majd havonta rendszeres jövedelemhez úgy, hogy a tulajdonában levő ingatlant megtarthatja és használhatja. Az ügyfél halála után válik a hitel és a kamatok visszafizetése esedékessé. Ekkor az örökösök eldönthetik, hogy a tartozást:

- egy összegben fizetik vissza (így az ingatlan tehermentessé válik),

- részletekben fizetik vissza, 

- az ingatlan értékesítése után a befolyt vételárból rendezik.